# Partito Rivoluzionario Dominicano
Il Partito Rivoluzionario Dominicano (in spagnolo Partido Revolucionario Dominicano – PRD) è uno dei tre maggiori partiti politici della Repubblica Dominicana. Ha governato il Paese da dopo la caduta di Rafael Trujillo fino alla metà degli anni novanta, quando fu soppiantato dal Partito della Liberazione Dominicana.

## Storia

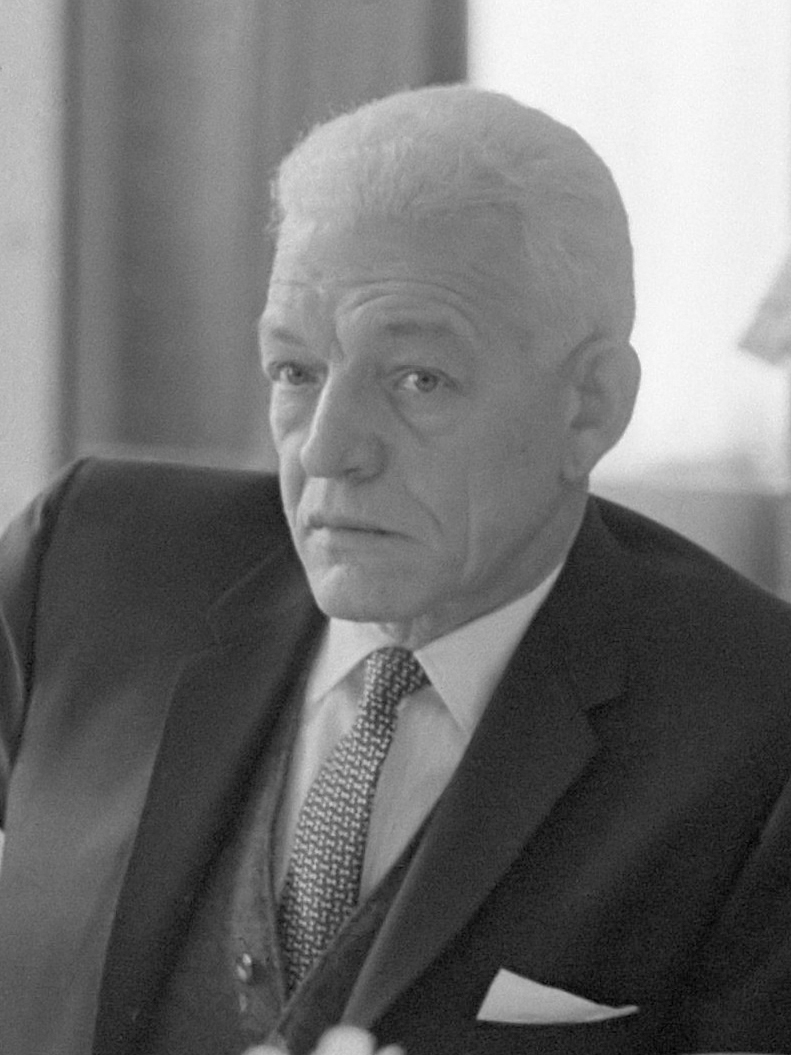
Juan Bosch (1963), fondatore del PRD

Il partito è stato fondato nel 1939 da alcuni esuli dominicani a L'Avana, Cuba, guidati da Juan Bosch. Si ristabilì nella Repubblica Dominicana solo nel 1961, con la caduta della dittatura dei Trujillo. È stato il primo partito basato sul populismo e sulla giustizia sociale nella Repubblica Dominicana.

Il leader storico del partito, Juan Bosch, venne eletto presidente nel 1962, durante la prima elezione onesta (ossia senza brogli elettorali) della storia della Repubblica Dominicana. Tuttavia, nel 1973, Bosch abbandonò il partito a causa di una disputa con la nuova classe dirigente interna, ben più moderata e socialdemocratica delle politiche massimaliste di Bosch. Bosch fondò poi il Partito della Liberazione Dominicana, che ironia della sorte finirà per destituire il Partito Rivoluzionario dal potere quasi trentennale nel 1996.

Nel 2000 è tornato al potere con Hipólito Mejía, che ha governato fino al 2004, dove non è riuscito a venir eletto per una seconda volta.

Attualmente coopera, seppur per brevi periodi, con lo storico avversario, il Partito Riformista Social Cristiano.

## Risultati elettorali

### Elezioni parlamentari
| Elezione          | Elezione | Voti      | %     | Seggi    |
| ----------------- | -------- | --------- | ----- | -------- |
| Parlamentari 2006 | Camera   | 931.151   | 31,13 | 60 / 178 |
| Parlamentari 2006 | Senato   | 931.151   | 31,13 | 7 / 32   |
| Parlamentari 2010 | Camera   | 1.272.536 | 38,44 | 73 / 183 |
| Parlamentari 2010 | Senato   | 1.272.536 | 38,44 | 0 / 32   |
| Parlamentari 2016 | Camera   | 336.201   | 41,79 | 16 / 190 |
| Parlamentari 2016 | Senato   | 336.201   | 41,79 | 1 / 32   |

| Elezione                                             | Elezione | Candidato       | Voti      | %     | Esito         |
| ---------------------------------------------------- | -------- | --------------- | --------- | ----- | ------------- |
| Presidenziali 2004                                   | I turno  | Hipólito Mejía  | 1.215.928 | 33,65 | ❌ Non eletto |
| Presidenziali 2008                                   | I turno  | Miguel Vargas   | 1.654.066 | 40,48 | ❌ Non eletto |
| Presidenziali 2012                                   | I turno  | Hipólito Mejía  | 2.129.997 | 46,95 | ❌ Non eletto |
| Generali 2016                                        | I turno  | Danilo Medina a | 2.847.438 | 61,74 | ✔️ Eletto     |
| a Candidato del Partito della Liberazione Dominicana |          |                 |           |       |               |